# 水無月嵩
水無月嵩（日语：水無月すう），日本男性漫畫家。出身於福岡縣朝倉市。在他首次亮相時，主要風格是具有強烈幻想元素的愛情喜劇。隨著天降之物的熱播，混合喜劇和嚴肅的風格，多種多樣。

## 作品列表
- Night Keeper（2001年，GANGAN Powered）出道作
- 夢幻救世主（私の救世主さま）1卷～6卷（2002年，月刊少年GANGAN）
  - 夢幻救世主 〜Lacrima〜（私の救世主さま〜lacrima〜）7卷～13卷（2004年－2007年，月刊GFantasy）全13卷 東立出版
- ENDLESS PAIN（月刊少年Ace）
- JUDAS - 死神狩獵者（JUDAS）（2004年－2006年，月刊少年Ace）全5卷 長鴻出版社出版
- (2006年 2-3 、週刊Young Jump) 作畫擔當、原作：小宮英之。
- 天降之物（そらのおとしもの）（2007年－2014年，月刊少年Ace）全20卷 台灣角川出版
- 豪嬌美少女 凪原空（豪デレ美少女 凪原そら）（2007年 7－8，Young Animal增刊）共4卷 青文出版社出版
- SEVEN OCEAN~七海獵奇~（SEVEN OCEAN）（月刊Young Jump）全1卷 東立出版
- へ〜ん○しん!! 〜そなたバーディ・ラッシュ〜（月刊Young Jump）全5卷
- 超喜歡!!魔法天使柯絲茉（大好きです!!魔法天使こすもす）作畫：瀬口たかひろ（2010年－2013年，Young Ace）全7卷 台灣角川出版
- 掠奪者（プランダラ）（2014年－2022年，月刊Ace）共21卷 台灣角川出版
- 臭腳丫精靈料理法（毒贄クッキング）（2017年 - 2019年 、Young Animal） 東立出版
- 全员废柴庄～浴室 厕所和天使都是公用的～（優良物件もうダメ荘~風呂､トイレと天使は共同です~）（2022年－2024年，月刊Ace）共5卷
- (2025年－连载中，月刊Ace）

## 外部連結
- 作者官方個人首頁『 Falled Angel 』（日語）
- 作者個人部落格(ameba blog) （页面存档备份，存于）（日語）
- 水無月嵩的X（前Twitter）